# Morten Wieghorst
Morten Wieghorst (* 25. února 1971, Glostrup, Dánsko) je bývalý dánský fotbalový záložník, který ukončil kariéru v roce 2005 v dánském klubu Brøndby Kodaň. V roce 2003 získal v Dánsku ocenění Fotbalista roku. Svou hráčskou kariéru strávil v Dánsku a ve Skotsku. V současnosti je fotbalovým trenérem, dělá asistenta hlavnímu trenérovi Michaelu Laudrupovi v anglickém klubu Swansea City.

## Reprezentace
Působil v dánském reprezentačním výběru U21, v němž odehrál 6 zápasů a gólově se neprosadil. Debutoval 17. října 1990 proti San Marinu (výhra 3:0)
V A týmu Dánska zažil debut 17. srpna 1994 v utkání s Finskem (výhra 2:1, vstřelil při své premiéře jeden gól). Na Poháru krále Fahda 1995 v Saúdské Arábii získal s týmem prvenství, Dánsko porazilo ve finále Argentinu 2:0. Morten vstřelil na turnaji jeden gól v zápase se Saúdskou Arábií (výhra Dánska 2:0).
Celkem odehrál v dánském národním A-týmu 30 zápasů a vstřelil 3 góly.
Účast Mortena Wieghorsta na vrcholových turnajích:
- Mistrovství světa 1998 ve Francii

## Trenérská kariéra
Wiehorst působil v dánském FC Nordsjælland jako asistent i jako hlavní trenér. Poté převzal dánskou reprezentaci do 21 let (vedl ji v letech 2011–2013). Následně dostal nabídku ze Swansea City, kterou 7. února 2013 přijal a stal se asistentem bývalého vynikajícího dánského reprezentanta Michaela Laudrupa.